# La Cañada, Axapusco
La Cañada är en ort i Mexiko, tillhörande kommunen Axapusco i delstaten Mexiko, i den centrala delen av landet. Orten hade 177 invånare vid folkräkningen 2010.